# Tadeusz Szantroch
Tadeusz Mieczysław Szantroch (ur. 19 kwietnia 1888 w Tarnopolu, zm. 23 marca 1942 w KL Auschwitz-Birkenau) – polski poeta, nauczyciel i żołnierz.

## Życiorys
Urodził się jako syn Rudolfa (1857—1929), profesora gimnazjalnego i Walentyny z Nowakowskich (1856—1928). Odbył studia z zakresu medycyny i filozofii na Uniwersytecie Jagiellońskim oraz Wiedeńskim, a następnie zaczął pracę jako nauczyciel w gimnazjach (m.in. w Wadowicach od 1924 do 1930 i w III Gimnazjum w Krakowie).
Podczas I wojny światowej został powołany do armii austro-węgierskiej. Od 1918 do 1921 służył w Wojsku Polskim i był trzykrotnie ranny. W czasie wojny stracił oko. Brał udział w wyzwoleniu Krakowa spod zaboru austriackiego. Został mianowany dowódcą projektowanego 2 batalionu 8 pułku piechoty wojska polskiego, który miał być złożony z żołnierzy byłego austriackiego 13. pułku piechoty. Od 1919 był wykładowcą w Korpusie Kadetów Nr 1 w Krakowie. 19 sierpnia 1920 został zatwierdzony z dniem 1 kwietnia 1920 w stopniu kapitana, w piechocie, w grupie oficerów byłej armii austro-węgierskiej.
Od 1922 powrócił do zawodu nauczycielskiego. W 1930 osiedlił się w Krakowie. Podczas II wojny światowej zaangażował się w działalność konspiracyjną i publikował w prasie podziemnej. Został aresztowany przez Niemców i zamordowany przez nich w ich obozie koncentracyjnym Auschwitz-Birkenau. 

## Twórczość
Swoją działalność literacką rozpoczął od tworzenia wierszy żołnierskich. W 1924 związał się z grupą literacką Czartak. Pisał wiersze, które były bardzo tradycyjne w swej formie. Za pomocą rytmicznych fraz opisywał głównie przyrodę (przede wszystkim terenów beskidzkich), atrakcje włóczęgi górskiej, przygody, sielskości, przebywania w otoczeniu polskiej, piastowej wsi. Pisał także artykuły i recenzje teatralne, jak również z wystaw sztuk plastycznych. Od 1938 współredagował Gazetę Literacką.

## Dzieła
Do jego najważniejszych utworów należą:
- Poezje[7], 1905,
- Z lutni żołnierza, wiersze, 1916,
- W zorzach krwi[8], wiersze, 1918,
- Cyklady : poezje 1907-1924[9]
- Po czabańskim gościńcu[10], wiersze, 1935[2].